# Lazníky
Lazníky település Csehországban, Přerovi járásban. Lazníky Výkleky, Radvanice, Veselíčko, Lazníčky, Sobíšky, Tršice és Buk településekkel határos. Lakosainak száma 546 fő (2024. január 1.).

## Népesség
A település lakosságának változását az alábbi diagram mutatja:
| Lakosok száma | 617  | 682  | 686  | 604  | 524  | 505  | 556  | 545  | 544  | 546  |
|               | 1869 | 1890 | 1921 | 1950 | 1980 | 2001 | 2017 | 2019 | 2022 | 2024 |